# Give Me Ed... 'Til I'm Dead Tour
Give Me Ed... 'Til I'm Dead Tour fue una gira de conciertos de Iron Maiden, que comenzó el 23 de mayo de 2003 y finalizó el 30 de agosto de 2003. Durante el recorrido, la canción "Wildest Dreams" se jugó como un papel importante para el decimotercer álbum de estudio Dance of Death. La banda también encabezó la primera edición del Download Festival en Donington Park.

## Fechas del tour
| Fecha                | Ciudad                      | País            | Lugar                            |
| Europa               | Europa                      | Europa          | Europa                           |
| -------------------- | --------------------------- | --------------- | -------------------------------- |
| 23 de mayo de 2003   | La Coruña                   | España          | Coliseum                         |
| 24 de mayo de 2003   | Gijón                       | España          | Palacio de Deportes              |
| 26 de mayo de 2003   | Toulon                      | Francia         | Le Zénith                        |
| 27 de mayo de 2003   | Toulouse                    | Francia         | Le Zénith                        |
| 31 de mayo de 2003   | Castle Donington            | Inglaterra      | Download Festival                |
| 2 de junio de 2003   | Gorzów Wielkopolski         | Polonia         | Stadion im. Edwarda Jancarza     |
| 3 de junio de 2003   | Katowice                    | Polonia         | Spodek                           |
| 4 de junio de 2003   | Budapest                    | Hungría         | Kisstadion                       |
| 6 de junio de 2003   | Nürburgring                 | Alemania        | Rock Am Ring                     |
| 7 de junio de 2003   | Núremberg                   | Alemania        | Rock Im Park                     |
| 8 de junio de 2003   | Viena                       | Austria         | Stadthalle                       |
| 11 de junio de 2003  | Barcelona                   | España          | Palau Sant Jordi                 |
| 12 de junio de 2003  | Madrid                      | España          | Las Ventas                       |
| 13 de junio de 2003  | San Sebastián               | España          | Plaza de toros                   |
| 15 de junio de 2003  | Imola                       | Italia          | Autódromo de Imola               |
| 17 de junio de 2003  | Zagreb                      | Croacia         | Estadio Radnik                   |
| 19 de junio de 2003  | Zlín                        | República Checa | Sportshall                       |
| 21 de junio de 2003  | Bergum                      | Países Bajos    | Waldrock Festival                |
| 23 de junio de 2003  | Friburgo                    | Suiza           | Foro                             |
| 25 de junio de 2003  | París                       | Francia         | Palais Omnisports de Paris-Bercy |
| 27 de junio de 2003  | Roskilde                    | Dinamarca       | Roskilde Festival                |
| 28 de junio de 2003  | Estocolmo                   | Suecia          | Estadio de Estocolmo             |
| 30 de junio de 2003  | Helsinki                    | Finlandia       | Hartwall Areena                  |
| 2 de julio de 2003   | Oslo                        | Noruega         | Oslo Spektrum                    |
| 3 de julio de 2003   | Oslo                        | Noruega         | Oslo Spektrum                    |
| 5 de julio de 2003   | Dessel                      | Bélgica         | Graspop Metal Meeting            |
| 9 de julio de 2003   | De Lisboa                   | Portugal        | Pabellón Atlántico               |
| 11 de julio de 2003  | Jerez                       | España          | Festival de Espárrago Rock       |
| 12 de julio de 2003  | Albacete                    | España          | Metalmania                       |
| América del Norte    |                             |                 |                                  |
| 21 de julio de 2003  | Worcester, Massachusetts    | Estados Unidos  | DCU Center                       |
| 22 de julio de 2003  | Hartford, Connecticut       | Estados Unidos  | Meadows Music Theatre            |
| 23 de julio de 2003  | Camden, Nueva Jersey        | Estados Unidos  | Tweeter Center                   |
| 25 de julio de 2003  | Holmdel, Nueva Jersey       | Estados Unidos  | PNC Bank Arts Center             |
| 26 de julio de 2003  | Wantagh, Nueva York         | Estados Unidos  | Nikon at Jones Beach Theater     |
| 29 de julio de 2003  | Columbia, Maryland          | Estados Unidos  | Merriweather Post Pavilion       |
| 30 de julio de 2003  | Nueva York, Nueva York      | Estados Unidos  | Madison Square Garden            |
| 1 de agosto de 2003  | La ciudad de Quebec, Quebec | Canadá          | Colisée Pepsi                    |
| 2 de agosto de 2003  | Montreal, Quebec            | Canadá          | Bell Centre                      |
| 3 de agosto de 2003  | Toronto                     | Canadá          | Molson Amphitheatre              |
| 5 de agosto de 2003  | Cuyahoga Falls, Ohio        | Estados Unidos  | Blossom Music Center             |
| 6 de agosto de 2003  | Clarkston (Míchigan)        | Estados Unidos  | DTE Energy Music Theater         |
| 8 de agosto de 2003  | Burgettstown, Pennsylvania  | Estados Unidos  | Post Gazette Pavilion            |
| 9 de agosto de 2003  | Columbus, Ohio              | Estados Unidos  | Germain Amphitheater             |
| 10 de agosto de 2003 | Tinley Park, Illinois       | Estados Unidos  | Tweeter Center                   |
| 13 de agosto de 2003 | Dallas, Texas               | Estados Unidos  | Smirnoff Music Centre            |
| 15 de agosto de 2003 | Selma, Texas                | Estados Unidos  | Verizon Wireless Amphitheatre    |
| 16 de agosto de 2003 | The Woodlands, Texas        | Estados Unidos  | Woodlands Pavilion               |
| 18 de agosto de 2003 | El Paso, Texas              | Estados Unidos  | U.T.E.P.                         |
| 20 de agosto de 2003 | Greenwood Village, Colorado | Estados Unidos  | Fiddler Green                    |
| 21 de agosto de 2003 | Albuquerque, Nuevo México   | Estados Unidos  | Diario Pabellón (Cancelado)      |
| 22 de agosto de 2003 | Phoenix, Arizona            | Estados Unidos  | Cricket Wireless Pavilion        |
| 24 de agosto de 2003 | Irvine, California          | Estados Unidos  | Verizon Wireless Amphitheatre    |
| 25 de agosto de 2003 | Long Beach, California      | Estados Unidos  | Long Beach Arena                 |
| 26 de agosto de 2003 | San Diego, California       | Estados Unidos  | San Diego Sports Arena           |
| 28 de agosto de 2003 | Mountain View, California   | Estados Unidos  | Shoreline Amphitheatre           |
| 29 de agosto de 2003 | Concord, California         | Estados Unidos  | Sleep Train Pavilion             |
| 30 de agosto de 2003 | Marysville, California      | Estados Unidos  | Sleep Train Amphitheatre         |

Referencia

## Setlist
1. The Number of the Beast" (de The Number of the Beast, 1982)
2. The Trooper (de Piece of Mind, 1983)
3. Die With Your Boots On (de Piece of Mind, 1983)
4. Revelations (de Piece of Mind, 1983)
5. Hallowed Be Thy Name (de The Number of the Beast, 1982)
6. 22 Acacia Avenue (de The Number of the Beast, 1982)
7. Wildest Dreams (de Dance of Death)
8. The Wicker Man (de Brave New World, 2000)
9. Brave New World (de Brave New World, 2000)
10. The Clansman (de Virtual XI, 1998)
11. The Clairvoyant (de Seventh Son of a Seventh Son, 1988)
12. Heaven Can Wait (de Somewhere in Time, 1986)
13. Fear of the Dark (de Fear of The Dark, 1992)
14. Iron Maiden (de Iron Maiden, 1980)

Encore
1. Bring Your Daughter... to the Slaughter (de No Prayer for the Dying, 1990)
2. 2 Minutes To Midnight (de Powerslave, 1984)
3. Run to the Hills (de The Number of the Beast, 1982)

}}